# 詹姆斯·比尔
詹姆斯·比尔（英語：James Beal，1929年1月13日—1996年10月1日），新西兰男子拳击运动员。他曾代表新西兰参加1950年大英帝国运动会拳击比赛，获得男子75公斤级银牌。